# ヴォロトィンスク (ペレムィシュリ地区)
座標: 北緯54度25分47秒 西経36度02分44秒 / 北緯54.42972度 西経36.04556度
ヴォロトィンスク（ロシア語: Воротынск）は、ロシア・カルーガ州ペレムィシュリ地区(ru)の村（セロ）である。2010年の人口は168人。
オカ川支流の小さな川・ヴィッサ川(ru)流域に位置し、地区の行政中心地であるペレムィシュリからは北西に20km、州都カルーガからは南西に17kmの位置にある。

## 歴史
ヴォロトィンスクの前身は12世紀に建設された都市ヴォロチネスキであり、その史料上の初出はイパーチー年代記の1155年の項である。1455年から1573年にかけてはオカ川上流公国群の一つであるヴォロトィンスク公国の首都であり、ヴォロトィンスク公（ヴォロトィンスク公国の統治者。クニャージ。）並びにヴォロトィンスキー家(ru)（上記の子孫でモスクワ大公国の貴族）の世襲領であった。
帝政ロシア期には庁舎が置かれた時期もあったが、1776年の段階では、ペレムィシュリ郡(ru)のザシタヌィー・ゴロド（郡役所がなくなった市）であった。1886年の人口は1377人であり、1899年には3km北の地点にヴォロトィンスク駅が開業した。
十月革命の後、市（ゴロド）から村（セロ）に降格し、現在に至る。